# Bursztynowy niedźwiadek ze Słupska

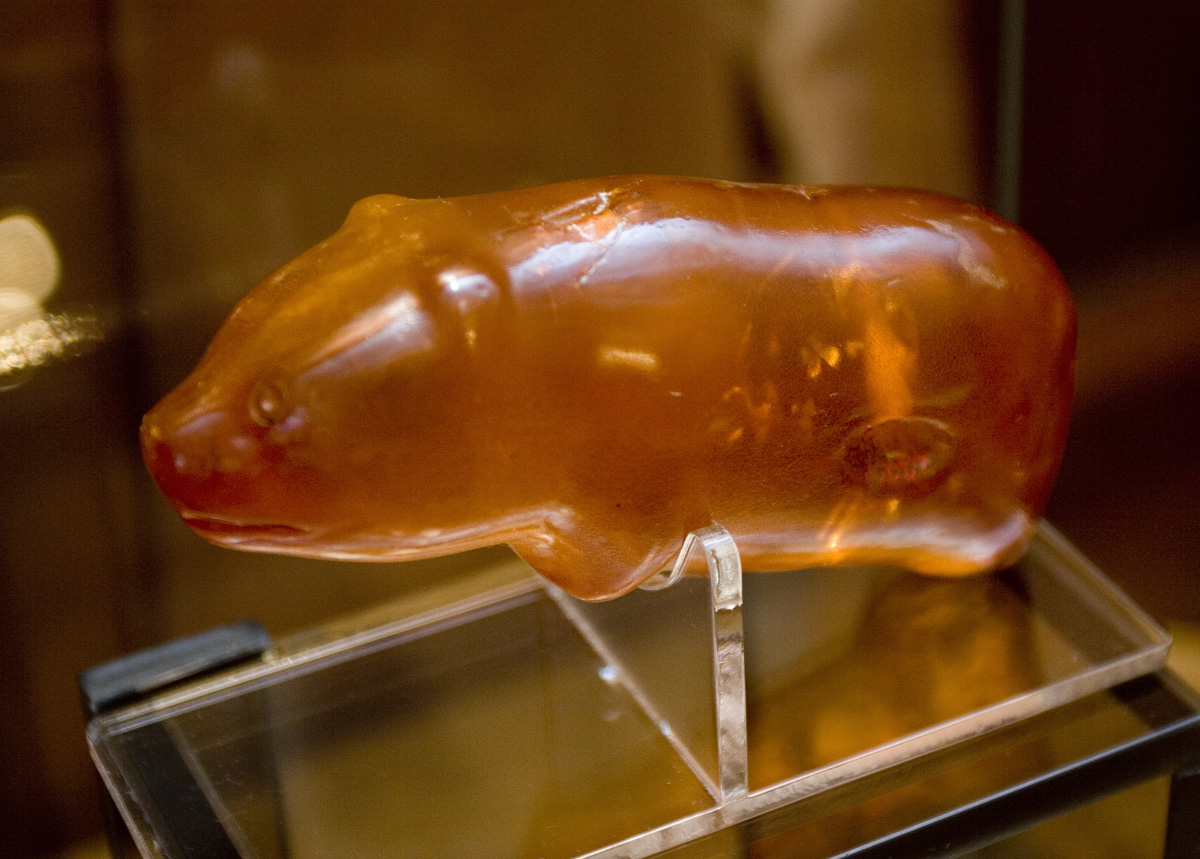
Bursztynowy niedźwiadek ze Słupska – oryginał wystawiony w słupskim ratuszu 9 września 2010 r.

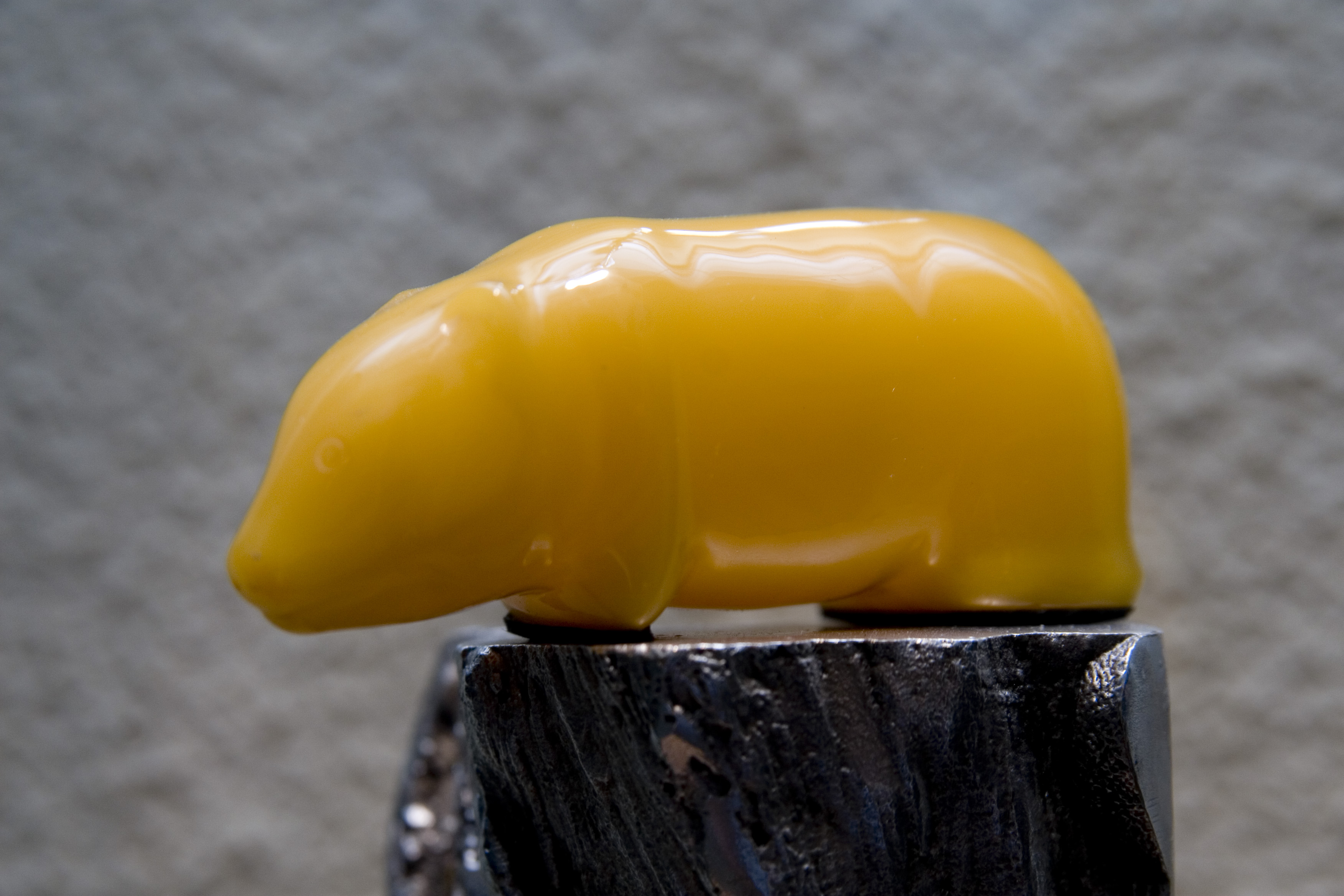
Słupski bursztynowy Niedźwiadek Szczęścia – kopia figurki znajdująca się w słupskim ratuszu

Bursztynowy niedźwiadek ze Słupska – neolityczna figurka niedźwiadka znaleziona w 1887 r. w okolicy Słupska podczas kopania torfu. Figurkę wiąże się z kulturami Ertebølle, Kongemose lub Maglemose. Powstała ona między 9600 p.n.e. a 4100 p.n.e.
Wymiary figurki to 10,2 cm długości, 3,5 cm szerokości i 4,2 cm wysokości. Był to prawdopodobnie amulet łowcy niedźwiedzi. Wkrótce po odnalezieniu figurka została przekazana do Szczecina, do kolekcji Pomorskiego Towarzystwa Historii i Starożytności. Jego zbiory zostały włączone do powstałego w 1928 roku Pommersches Landesmuseum w Szczecinie. Pod koniec II wojny światowej wskutek rozśrodkowania cenniejszych zbiorów przez Niemców znalazł się na terenie Niemiec (NRD). Był przechowywany i eksponowany w Kulturhistorisches Museum w Stralsundzie. W 1972 roku dyrektor Muzeum Narodowego w Szczecinie, Władysław Filipowiak, rozpoczął starania o powrót całej przemieszczonej kolekcji wraz z figurką niedźwiadka z powrotem do szczecińskiego muzeum. Zakończyły się one powodzeniem w 2009 roku, na mocy porozumienia rządów Polski i Niemiec.
W Słupsku niedźwiadek stał się popularnym motywem, a bursztynowe naśladownictwa lokalną pamiątką turystyczną. Kopia figurki znajduje się m.in. w słupskim ratuszu.